# Meganeflus
Meganeflus is een kevergeslacht uit de familie van de boktorren (Cerambycidae). De wetenschappelijke naam van het geslacht werd voor het eerst geldig gepubliceerd in 1961 door Linsley.

## Soorten
Meganeflus is monotypisch en omvat slechts de volgende soort:
- Meganeflus fulvipennis (Bates, 1892)